# Велика Кам'янка (притока Сіверського Дінця)
Вели́ка Ка́м'янка (рос. Большая Каменка) — річка в Україні та Росії, права притока Сіверського Дінця (басейн Дону).

## Фізичні параметри
Довжина 118 км, в межах України — 105 км. Площа водозбірного басейну 1810 км². Похил 2,1 м/км. Долина завширшки 3—4 км. Річище звивисте, з перекатами, шириною 0,5—3,0 м, глибиною  м. Використовується на побутові й промислові потреби, зрошення, рекреація.

## Русло
Бере початок біля села Ковпакове (Ровеньківський район Луганщини). Тече територією Ровеньківського, Луганського, Сорокинського районів Луганської області України та Ростовської області Росії. Впадає в Сіверський Донець біля смт Гундоровський (Росія), за 216 км від його гирла.

## Притоки
Основні притоки: Мала Кам'янка, Ведмежа, Довжик, Деревечка, Верхнє Провалля, Нижнє Провалля (праві), Дуванна (ліва).

## Антропогенні впливи
На Великій Кам'янці розташовані міста Сорокине (Україна), Донецьк (Росія), смт Великий Лог, Гірне, Новоолександрівка, Ізварине (Україна).
Значний вплив на річку мають шахтні води. На річці споруджені великі водосховища і ставки. У долині — філіал Луганського природнього заповідника — Провальський степ.